# Normangee
Normangee är en kommun (town) i Leon County, och Madison County, i Texas. Vid 2010 års folkräkning hade Normangee 685 invånare.